# كريكيون متغضن
كريكيون متغضن (الاسم العلمي:Corycium crispum) هو نوع من النباتات يتبع جنس الكريكيون من الفصيلة السحلبية.